# Mutigney
Mutigney település Franciaországban, Jura megyében. Lakosainak száma 175 fő (2022. január 1.). Mutigney Broye-Aubigney-Montseugny, Cléry, Champagney, Dammartin-Marpain és Pesmes községekkel határos.

## Népesség
A település népességének változása:
| Lakosok száma | 191  | 169  | 161  | 147  | 166  | 167  | 171  | 173  | 174  | 175  |
|               | 1968 | 1982 | 1990 | 2006 | 2013 | 2015 | 2017 | 2019 | 2020 | 2022 |